# Ightham
Ightham est une localité anglaise du comté de Kent, au Royaume-Uni.